# Nasser Shabani
Nasser Shabani (pers. ‏ناصر شعبانی‎; ur. 1957, zm. 13 marca 2020) – irański generał i starszy dowódca Korpusu Strażników Rewolucji Islamskiej. Przypisał sobie zasługi za wykorzystanie rebeliantów Houti do ataku na saudyjskie tankowce.

## Życiorys
Karierę wojskową rozpoczął w 1982 podczas wojny iracko-irańskiej. W tym samym roku uczestniczył w tłumieniu powstania Amol. Odegrał kluczową rolę w operacji Mersad, a później napisał kilka książek o wojnie. W 2011 roku został następcą prezydenta Uniwersytetu Imama Husajna i jednym z zastępców dowódcy obozu w Tharallah. 
W 2018 roku oświadczył w irańskich mediach państwowych, że Korpus Strażników Rewolucji Islamskiej nakazał siłom Houti w Jemenie zaatakować dwa saudyjskie tankowce w Cieśninie Bab al-Mandab.
Zmarł 13 marca 2020 na COVID-19. 